# Первомартовцы
Первома́ртовцы — группа из восьми террористов-«народовольцев», участвовавших в подготовке и осуществлении убийства императора Александра II 1 марта (13 марта) 1881 года. Также, «первомартовцами» иногда называют участников предотвращённого террористического акта, готовившегося на Невском проспекте 1 марта 1887 года, в числе которых был А. И. Ульянов (старший брат Ленина). 

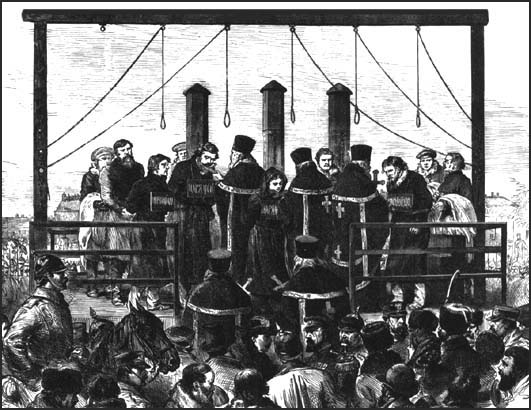
Казнь первомартовцев

Часто первомартовцами называют лишь пятерых повешенных 3 апреля [15 апреля] 1881 по этому делу (Желябов, Перовская, Кибальчич, Михайлов, Рысаков), но большинство историков к ним относят ещё Гриневицкого, погибшего при покушении, Саблина, застрелившегося при попытке ареста, а также Гельфман (казнь была отсрочена из-за беременности, не получив медицинской помощи при родах, Гельфман умерла в тюрьме от гнойного воспаления брюшины).

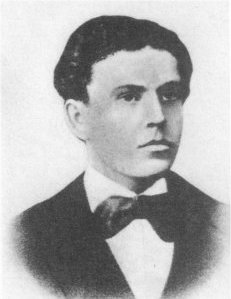
Гриневицкий, Игнатий Иоахимович
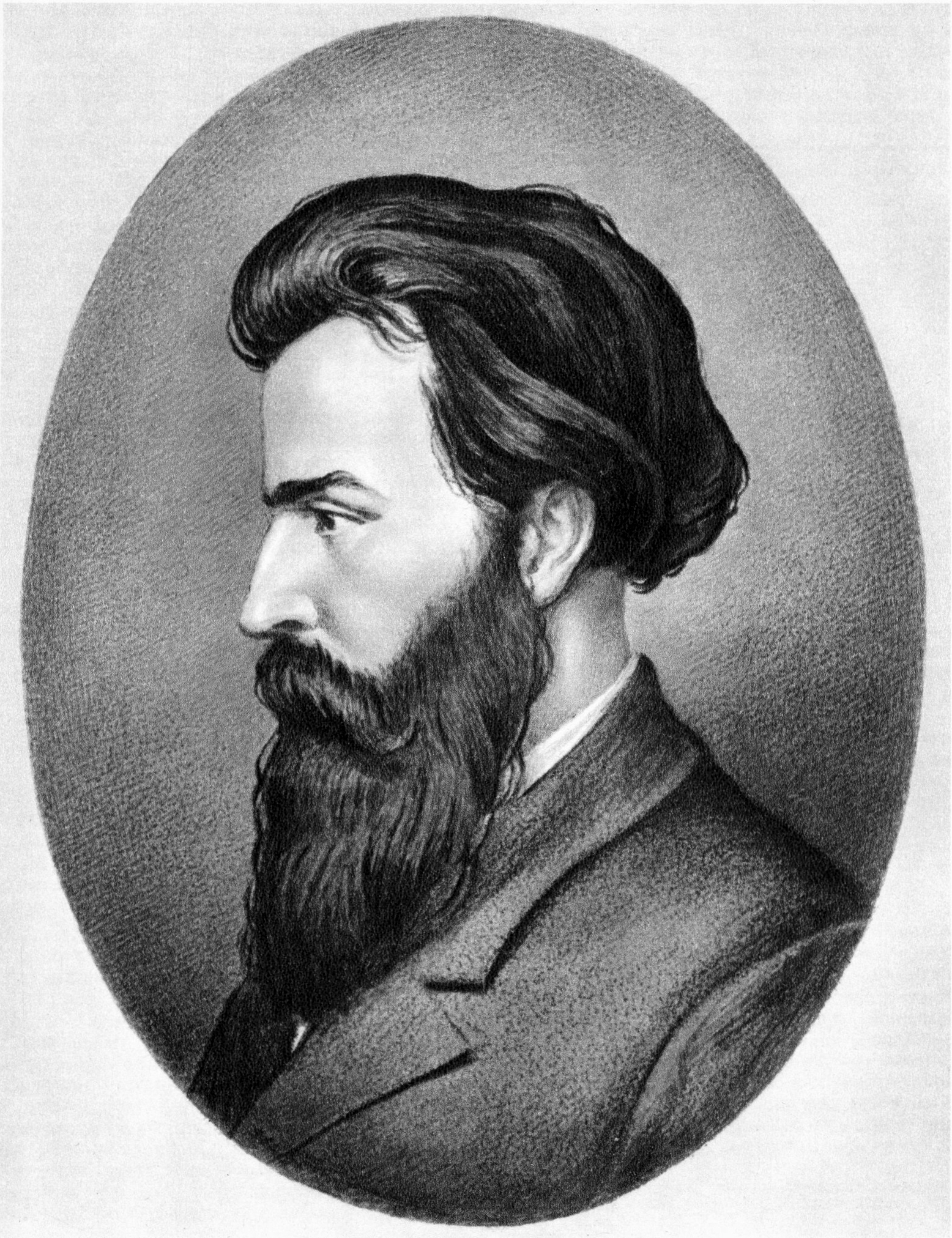
Желябов, Андрей Иванович
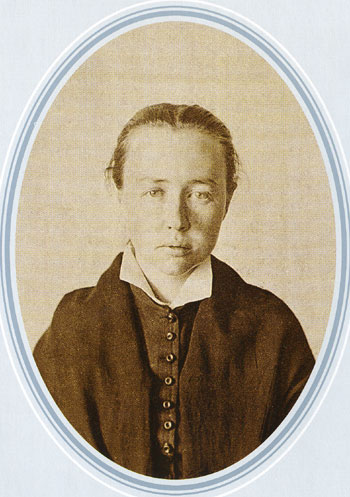
Перовская, Софья Львовна
Рысаков, Николай Иванович
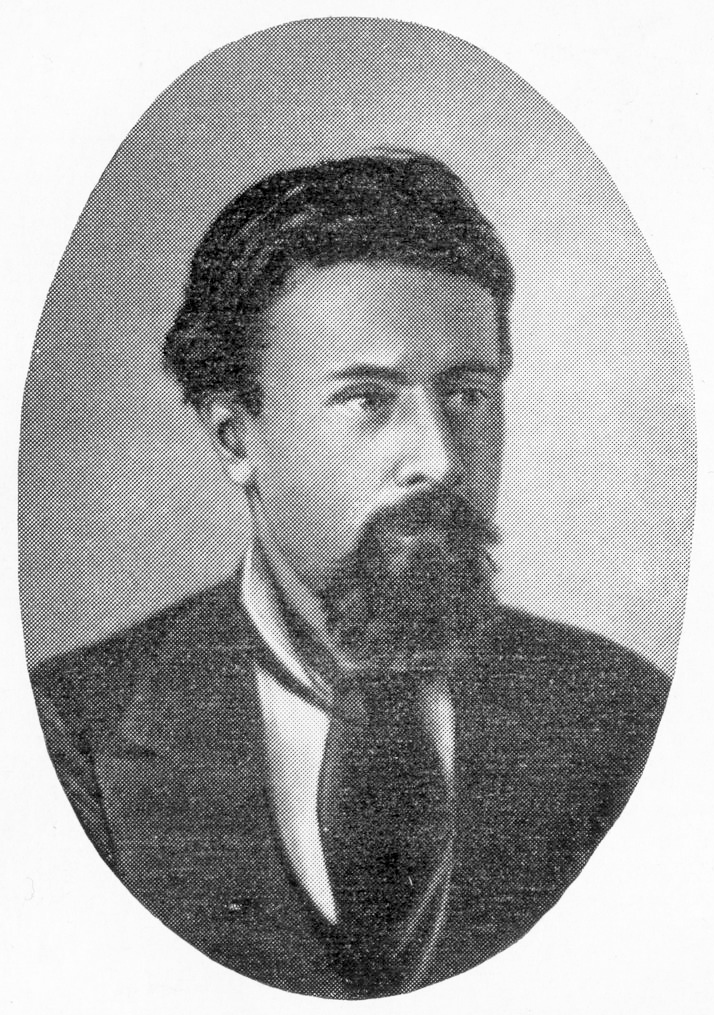
Кибальчич, Николай Иванович
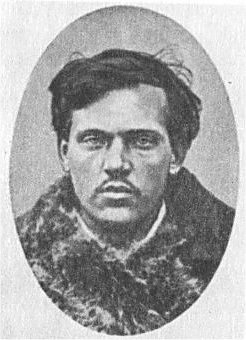
Михайлов, Тимофей Михайлович
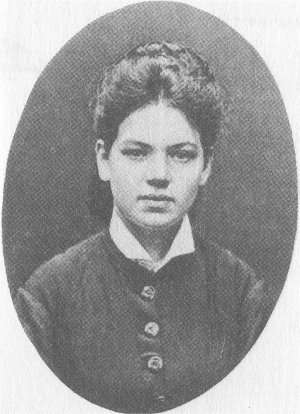
Гельфман, Геся Мировна
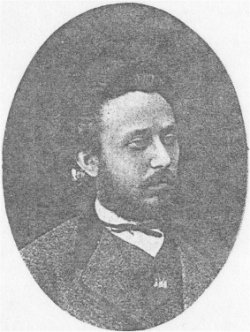
Саблин, Николай Алексеевич

Казнённые по приговору суда «первомартовцы» были тайно похоронены на Преображенском кладбище (ныне кладбище Памяти жертв 9-го января) в Санкт-Петербурге.